# Symfonie žalostných písní (č. 3)
Symfonie č.3 nazvaná Symfonie žalostných písní (polsky Symfonia pieśni żałosnych) je symfonie o třech větách polského skladatele Henryka Góreckého.
Ten ji složil v listopadu a prosinci roku 1976 v Katovicích pro orchestr a sólový soprán. Poprvé byla hrána 4. dubna 1977 na mezinárodním festivalu v Royan.
Textem první věty je polský text z patnáctého století, který zachycuje lamentaci Marie, matky Ježíše Krista. Textem druhé je zpráva nalezená po druhé světové válce ve vězení gestapa a textem třetí je slezská lidová píseň matky hledající syna, který zahynul při Slezském povstání. První a třetí věta vyjadřují pocity rodiče, který ztratil dítě, a prostřední naopak vyjadřuje pocity dítěte, které bylo odloučeno od své matky.
Symfonie se překvapivě dočkala značná popularity v roce 1992, kdy ji nahrála firma Elektra Records a nahrávka se dostala na vrchol žebříčků prodávané klasické hudby ve Spojeném království i ve Spojených státech amerických. Této nahrávky se prodalo víc než milión kopií.